# Kaestlea laterimaculata
Kaestlea laterimaculata — вид сцинкоподібних ящірок родини сцинкових (Scincidae). Ендемік Індії.

## Поширення і екологія
Kaestlea laterimaculata мешкають в Західних Гатах на півдні Індії, зокрема в тигровому заповіднику Калаккад-Мундантураї, та в Східних Гатах, зокрема в горах Сервараян. Вони живуть у високогірних лісах шола, серед опалого листя і під камінням. Зустрічаються на висоті від 800 до 2000 м над рівнем моря.

## Збереження
МСОП класифікує цей вид як вразливий. Kaestlea laterimaculata загрожує знищення природного середовища.